# Коносамент
Коносаментът (от руската коносамент, която е от фр. connaissement) или морската товарителница (на английски: bill of lading) е основен международен документ за превози на стоки по вода. По своя характер той представлява товаро-разпоредителен документ, но със стойност на ценна книга, което го отличава значително от останалите документи от този вид. Особеността му се изразява в това, че създава правна предпоставка за покупко-продажба на стоките, описани в него, по време на транспортирането им. Коносаментът се издава от капитана на кораба или от упълномощено от превозвача лице, като по силата му капитанът приема нареждането да товари стоката на борда. По този начин той играе ролята на документално доказателство за наличието на договор за превоз. Съставя се в четири екземпляра, на един от използваните в международната търговия езици.
Коносаментът съдържа информация относно стартовото състояние на пратката в отправния пункт (брой, вид, стойност, тегло и опаковка на колетите), субектите, участващи като страна в правната сделка – изпращач, получател, спедитор или посредник, начално и крайно пристанище, пунктове на претоварване, платени такси и транспортни разходи и др. Заверява се с подписите на експедитора и капитана на кораба, като се отбелязва и датата на издаването му.

## Форми на коносамента
Морското и речното корабоплаване е възприело коносамента под три основни форми. В зависимост от начина на неговото издаване или прехвърляне по посока на действителния правопритежател, същият се издава като:
- Поименен коносамент – оформя се на името на конкретен получател, който е в правомощията си да получи пратката в разтоварния пристанищен център. По този начин на практика изпращача не може да се разпорежда със стоката по време на транспортирането ѝ. Прехвърлянето ѝ е възможно само по ред, регламентиращ прехвърлянето на права и задължения, т.е. чрез въвеждането на цесия.
- Коносамент на заповед – издаването му се базира на заповед, потвърдена от изпращача, получателя или упълномощения за целта посредник. При условие обаче, че волеизявлението на разпоредителя не е конкретизирано, субективното право за управление на Коносамента се предоставя на изпращача. Прехвърлянето на Коносамента на заповед става с джиро, като при него джирантът само се подписва на гърба на документа, без да посочва лицето, което става негов правоприемник. Това поставя действието на Коносамента в резерв. При условие, че допълнително се впише името на приемателя на документа, Коносамента придобива правната сила на приносител. Пълното джиро изисква да бъде посочено името на лицето, на което се прехвърля, като по този начин се трансформира в Поименен коносамент.
- Коносамент на приносител – документът не носи характеристиките на конкретен получател на стоките. Всеки субект, с представянето на Коносамента пред митническите органи, заявява правомощията си за приемане на товара. Коносаментът има действие преди всичко между превозвача и получателя на стоката, но поражда взаимоотношения и между изпращача и превозвача, до манифестирането на стоката и извършването на митническите формалности от получателя. След това той има значение само в отношенията между легитимирания като неин притежател получател на стоката и входящото митническо учреждение.

Макар и не толкова използван, коносаментът може да изпълнява в определени моменти и функцията на кредитен инструмент. Получателят на стоката може да я продаде по време на транспортирането ѝ, цедирайки коносамента по заповед на друг субект (купувач).